# Tom James
Tom James, född den 11 mars 1984 i Cardiff i Storbritannien, är en brittisk roddare.
Han tog OS-guld i fyra utan styrman i samband med de olympiska roddtävlingarna 2012 i London.